# Clemensnäs IF
Clemensnäs IF ist ein 1925 gegründeter schwedischer Sportklub aus Klemensnäs.

## Geschichte
Der Verein wurde am 16. Februar 1925 gegründet. Die Eishockeyabteilung trat erstmals überregional in Erscheinung, als sie in der Saison 1948 das Viertelfinale der zu diesem Zeitpunkt noch im Pokalmodus ausgetragenen schwedischen Meisterschaft erreichte. In diesem unterlag die Mannschaft dem späteren Titelträger IK Göta mit 3:6. In den Spielzeiten 1963/64, 1966/67 sowie 1969/70 nahm die Mannschaft jeweils an der Division 1, der damals höchsten schwedischen Spielklasse, teil, stieg jedoch jedes Mal sofort wieder in die zweitklassige Division 2 ab. Im Jahr 1972 schloss sich die Eishockeyabteilung des Clemensnäs IF mit dem Rönnskärs IF zusammen zum Verein CRIF, aus dem später der Clemensnäs HC entstand. 
Die Fußballabteilung spielte mehrere Jahre lang in der dritten schwedischen Spielklasse.